# Pleurogonium hispidum
Pleurogonium hispidum är en kräftdjursart som beskrevs av Michitaka Shimomura och Shunsuke F. Mawatari 200. Pleurogonium hispidum ingår i släktet Pleurogonium och familjen Paramunnidae. Inga underarter finns listade i Catalogue of Life.